# Gmina Apače
Gmina Apače (słoweń.: Občina Apače) – gmina w Słowenii. W 2018 roku liczyła 3546 mieszkańców.

## Miejscowości
Miejscowości wchodzące w skład gminy Apače:

- Apače – siedziba gminy
- Črnci
- Drobtinci
- Grabe
- Janhova
- Lešane
- Lutverci
- Mahovci
- Nasova
- Novi Vrh
- Plitvica
- Podgorje
- Pogled
- Segovci
- Spodnje Konjišče
- Stogovci
- Vratja vas
- Vratji Vrh
- Zgornje Konjišče
- Žepovci
- Žiberci